# Toédo
Le toédo ou jus de toédo est une boisson de la cuisine burkinabé faite à base de  pain de singe, le fruit du baobab. Le toédo est une boisson traditionnelle qui se consomme un peu partout dans le pays. Il est populaire et on le retrouve également sous différentes appellations dans toute l'Afrique subsaharienne,,.   

## Composition
Pour faire le jus de toédo, il faut la pulpe du fruit du baobab, de l'eau et du sucre. 